# Santa María del Valle (Jalisco)
Santa María del Valle es una localidad  mexicana ubicada en el estado de Jalisco, dentro del municipio de Arandas. Y el municipio de San Miguel el Alto

## Geografía
Santa María del Valle se localiza en el noroeste del municipio de Arandas, en el límite con San Miguel el Alto.
Se encuentra a 2065 m s. n. m. y cubre un área de 1.05 km². El clima de la región es templado subhúmedo.

## Demografía
De acuerdo con el censo de 2020, la población total de Santa María del Valle era de 4285 habitantes, de los que 2212 eran mujeres y 2073, hombres.
Se contabilizó un total de 1511 viviendas en la localidad.
| Gráfica de evolución demográfica de Santa María del Valle entre 1921 y 2020 |
|                                                                             |
| Fuente: Instituto Nacional de Estadística y Geografía.                      |